# おとといラジオ
『おとといラジオ』は、2014年4月1日からFM COCOLOで放送されているラジオ番組。

## 概要
音楽ライターである森田恭子が音楽とトークで綴るラジオエッセイ番組。
放送開始10周年となった2024年には、『おとといラジオ10周年感謝祭』と題したスペシャル企画を2024年4月から2025年2月まで実施した。実施された企画は以下の通り。
- 2024年4月 - 第1弾 奥田民生スペシャル
- 2024年5月 - 第2弾 SPARKS GO GOスペシャル
- 2024年6月 - 第3弾 和田唱スペシャル
- 2024年7月 - 第4弾 藤井フミヤスペシャル
- 2024年8月 - 第5弾 山崎まさよしスペシャル
- 2024年9月 - 第6弾 KANスペシャル
- 2024年10月 - 第7弾 GRAPEVINEスペシャル（田中和将が出演）
- 2024年11月 - 第8弾 真城めぐみスペシャル
- 2024年12月 - 第9弾 ウルフルズスペシャル（トータス松本が出演）
- 2025年1月 - 第10弾 桜井和寿（Mr.Children）
- 2025年2月 - 第11弾 忌野清志郎スペシャル

## 放送時間
- 火曜 21:00 - 22:00（2014年4月1日 - 2025年3月25日）
- 火曜 18:00 - 19:00（2025年4月1日[3] - ）